# Jezierzyce Małe

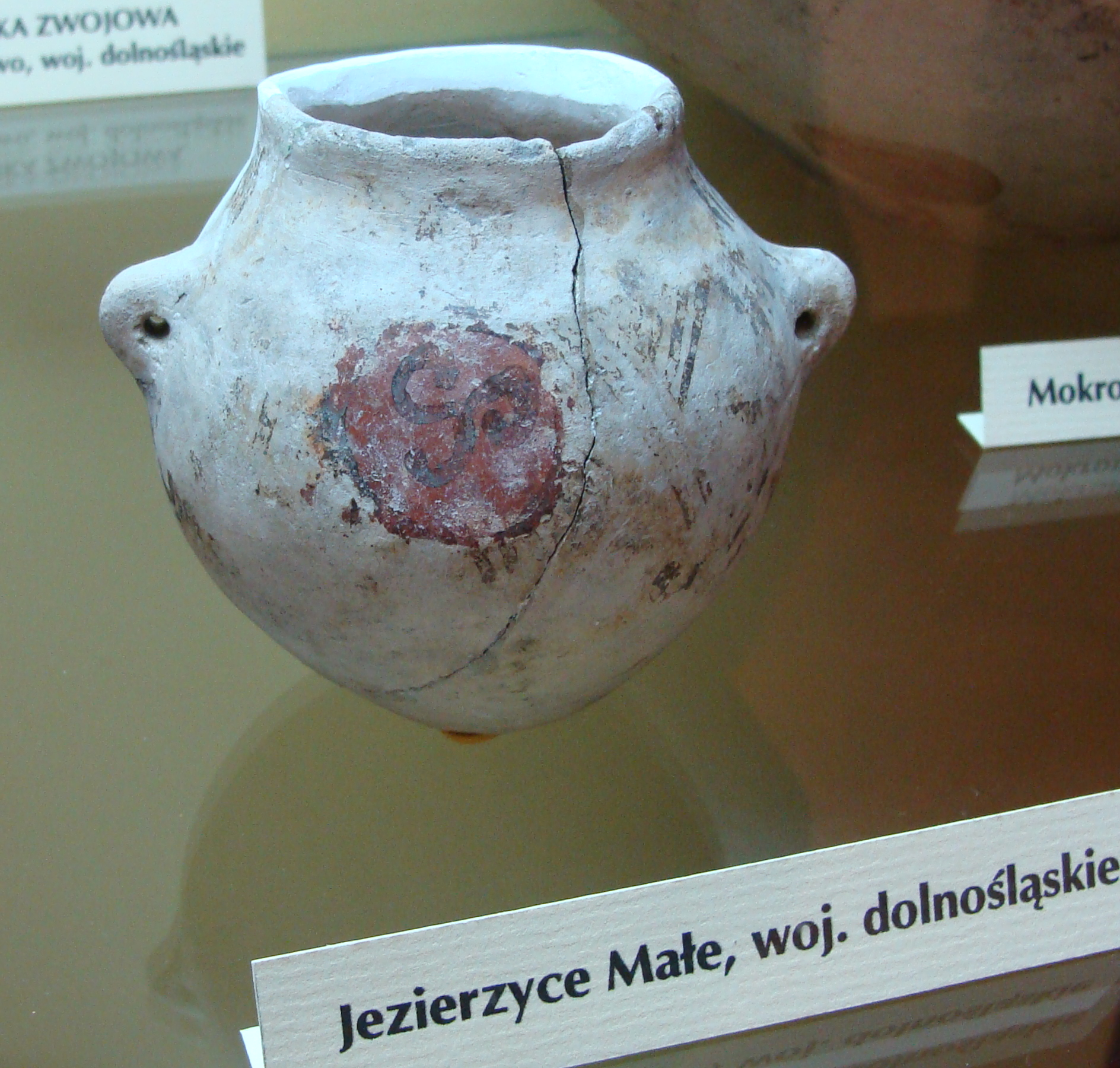
Triskelion aus Jezierzyce Małe

Jezierzyce Małe (deutsch: Klein Jeseritz) ist ein Ort in der Landgemeinde Kondratowice (Kurtwitz) im Powiat Strzeliński (Kreis Strehlen) der Woiwodschaft Niederschlesien in Polen.

## Lage
Jezierzyce Małe liegt ca. sieben Kilometer nördlich von Kondratowice (Kurtzwitz), 12 Kilometer nordwestlich von Strzelin (Strehlen), 20 Kilometer nördlich von Niemcza (Nimptsch) und 35 südlich von Breslau. Nachbarorte sind Jezierzyce Wielkie (Groß Jeseritz) im Westen, Siemianów (Tiefensee) im Norden, Podgaj (Pudigau) im Osten.

## Geschichte
Eine auf der nördlichen Seite des sogenannten Sandberges vor dem 20. Jahrhundert ausgegrabene heidnische Begräbnisstätte, lässt auf eine Besiedlung des Gebietes in grauer Vorzeit schließen.
Der Ort erscheint 1369 in einer Urkunde als „Neuwen Jesericz“ und 1372 als „Weningen Jeserciz“. Klein-Jeseritz bildete früher mit Pudigau eine Gemeinde. Im 17. Jahrhundert gehörten Klein-Jeseritz und Pudigau der Familie von Gregersdorf, bis 1680 Georg Christoph von Gregersdorf, darauf folgten Anfang des 18. Jahrhunderts die Familie von Prittwitz und Gaffron. 1785 starb der königlich-preußische Landrat Carl Ludwig von Siegroth auf Klein-Jeseritz und Pudigau. 1845 gehörten Klein-Jeseritz und Pudigau dem Grafen Ludwig von Schlabrendorf. 1845 zählte die Gemeinde:
1. Klein Jeseritz: Neuen Häuser, 100 Einwohner (zehn katholisch und der Rest evangelisch), ein herrschaftliches Schloss und zwei Vorwerke
2. Pudigau: 58 Häuser, 384 Einwohner (18 katholisch und der Rest evangelisch), ein Vorwerk, eine evangelische Schule unter dem Patronat der Grundherrschaft, eingeschult: Klein-Jeseritz, Grögersdorf und Tiefensee, evangelische Kirche in Karzen, katholische Kirche zu Rothschloß, zwei Windmühlen, eine Rossmühle, eine Brauerei, eine Brennerei, eine Schmiede, eine Getreide- und eine Viktualienhandlung und ein Krämer. Pudigau war vormals eine eigenständige Parochie. Die Ruinen der alten Kirche wurden für den Bau des Schulhauses verwendet.

1874 wurde der Amtsbezirk Klein-Jeseriz gebildet. 1928 erfolgte die Eingemeindung nach Pudigau und die Umbenennung des Amtsbezirkes in Pudigau. Im Zuge von Sparmaßnahmen infolge der Weltwirtschaftskrise wurde der Landkreises Nimptsch aufgelöst und Pudigau 1932 dem Landkreis Strehlen angeschlossen.
Als Folge des Zweiten Weltkriegs fiel Klein Jeseritz mit dem größten Teil Schlesiens 1945 an Polen. Nachfolgend wurde es in Jezierzyce Małe umbenannt. Die deutsche Bevölkerung wurde – soweit sie nicht schon vorher geflohen war – vertrieben. Die neu angesiedelten Bewohner stammten teilweise aus Ostpolen, das an die Sowjetunion gefallen war. Die neu angesiedelten Bewohner waren teilweise Zwangsumgesiedelte aus Ostpolen, das an die Sowjetunion gefallen war.

## Sehenswürdigkeiten
- Schloss Klein-Jeseritz[5][6]
- Schlosspark